# Otto August Rühle von Lilienstern
Johann Jakob Otto August Rühle von Lilienstern (né le 16 avril 1780 à Berlin et mort le 1er juillet 1847 à Salzbourg) est un lieutenant général et écrivain militaire prussien.

## Biographie

### Origine
Otto August est le fils de Jakob Friedrich Rühle von Lilienstern (né le 3 mai 1749 à Francfort-sur-le-Main et mort le 19 novembre 1817 à Wittstock) et sa femme Christiane Sophie Katharina, née von Cronenfels, veuve von Quickmann (né le 20 avril 1751 à Berlin et mort le 7 novembre 1817 à Wittstock). Son père est sous-lieutenant du 23e régiment d'infanterie "von Thüna (de)" et conseil de chevalerie à Wittstock et propriétaire du domaine de Königsberg près de Prignitz.

### Carrière militaire
Rühle étudie à l'école des cadets de Berlin et est devenu, le 6 décembre 1795, enseigne dans le régiment de la Garde avec Heinrich von Kleist. Une étroite amitié le lie à ce dernier depuis cette époque. Son appartenance à la Société militaire prouve qu'il s'intéresse vivement à la chose militaire. Contrairement à Kleist, il fait carrière dans l'armée après avoir suivi les cours de Scharnhorst depuis 1801. En 1806, il combat dans le corps du prince Hohenlohe en tant qu'officier d'état-major général pendant la guerre de la Quatrième Coalition à la bataille d'Iéna et devient inactif après la reddition de Prenzlau. Après la paix de Tilsit, Rühle reçoit l'autorisation d'entrer au service de Weimar. Il y devient major, chambellan et gouverneur du prince Bernard de Weimar. Avec lui, il participe à la campagne contre l'Autriche en 1809 avec l'armée saxonne. En 1811, Rühle abandonne son emploi et travaille dans l'agriculture, sa demande d'emploi comme enseignant à l'École générale de guerre ayant été rejetée faute de postes.
Le 24 février 1813, le roi Frédéric-Guillaume III le réengage dans l'armée prussienne et affecte Rühle au quartier général de Blücher. Après la bataille de Leipzig, il est nommé commissaire général de l'armement et promu lieutenant-colonel. Comme il tomba malade, il ne lui est pas possible de continuer à participer à la campagne. Il est cependant appelé à participer au Congrès de Vienne en tant que commissaire général.
Après la campagne de 1815, il est chargé de la direction du département d'histoire de la guerre de l'état-major prussien. En 1816, en tant que colonel du Grand État-Major, il devient le premier rédacteur en chef du Militär-Wochenblatt, nouvellement fondé par ordre du cabinet royal. Rühle devient chef du grand état-major à Berlin en 1819. Cependant, il n'occupe ce poste que pendant deux ans jusqu'à ce qu'il soit remplacé par le général Karl von Müffling. En 1835, il est promu au grade de lieutenant général et deux ans plus tard, il devient directeur de l'École générale de Guerre de Berlin. De plus, à partir du 23 mai 1844, Rühle est également inspecteur général de l'instruction et de la formation militaires et président de la commission supérieure d'examen militaire.

### Activité d'écriture
Il s'intéresse à de nombreux domaines. Pendant un certain temps (1824-1836), il s'efforce d'améliorer l'enseignement de la géographie et de l'histoire en publiant des atlas et des cartes murales. Dans cette optique, il collabore - non sans tensions - avec le célèbre cartographe Heinrich Heinrich Berghaus. Pour plus de détails, voir les études de J. Espenhorst (cf. bibliographie).

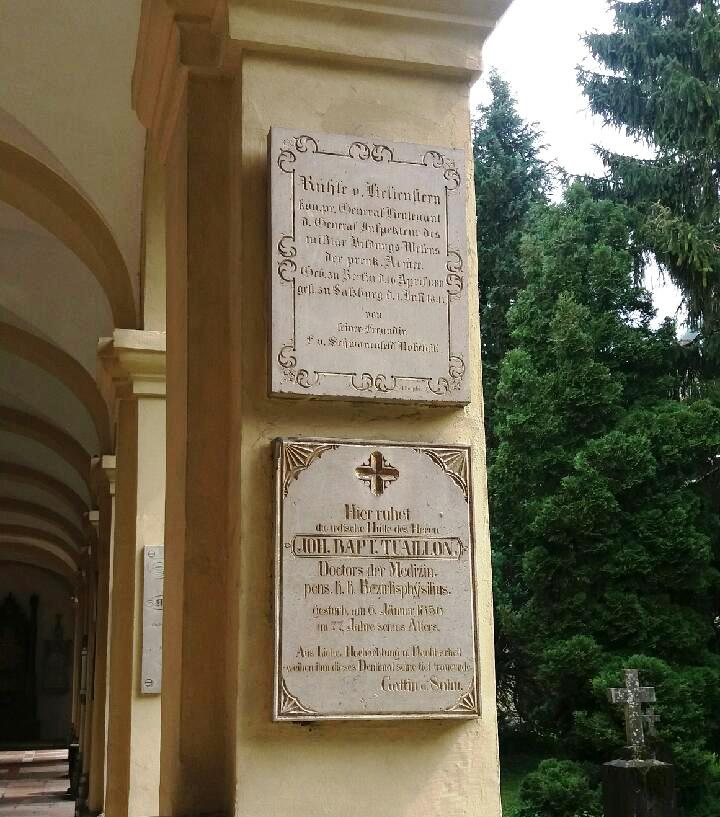
Épitaphe pour Otto August Rühle von Lilienstern, cimetière Saint-Sébastien de Salzbourg

Ses publications ne sont pas toujours faciles à trouver, car il ne publie souvent ses travaux que sous l'abréviation R. v. L
L'étroite amitié avec Kleist est documentée par de nombreuses lettres. Kleist lui dédie l'essai Aufsatz den sicheren Weg des Glücks zu finden und ungestört, auch unter den größten Drangsalen des Lebens, ihn zu genießen. De son côté, Rühle von Lilienstern soutient l'œuvre littéraire de Kleist, par exemple en cofinançant la publication de la revue Phöbus (de).

### Collectionneur d'art
Sa collection savamment constituée, notamment de vieilles peintures allemandes (vendues aux enchères à Berlin en 1848), est aujourd'hui presque oubliée.

### Famille
Rühle se marie le 30. juin 1808 à Dresde avec Henriette, veuve von Schwedthoff, née von Frankenberg-Ludwigsdorf (de) (née en 1789 à Schüttlau et morte le 10 décembre 1847 à Berlin). Le mariage est resté sans enfant. Il adopte Jenny von Schwedthoff (née le 25 mai 1802 et morte le 10 mars 1888), qui épouse l'homme politique Julius von Schleinitz (1806-1865).

### Honneurs
Le 6 mai 1846, il devient membre honoraire de l'Académie royale prussienne des sciences.
Rühle von Lilienstern est mort d'une brûlure pulmonaire à Salzbourg lors de son retour de Bad Gastein et est enterrée dans les arcades de la crypte du cimetière Saint-Sébastien. Son épitaphe sur l'un des piliers de l'arcade est conservée.

## Travaux
- Bericht eines Augenzeugen von dem Feldzuge der während den Monaten September und Oktober 1806 unter dem Kommando des Fürsten zu Hohenlohe-Ingelfingen gestandenen Königl. preußischen und Kurfürstl. sächsischen Truppen: nebst 4 Planen und Beylagen. Tübingen 1807.
- Reise mit der Armee im Jahre 1809. 3 Bände. Rudolstadt 1810/11. (Neudruck in einem Band Wien 1986)
- Apologie des Krieges, besonders gegen Kant. In: Deutsches Museum 1813. Band 3. S. 158–173 und S. 177–192.
- Zur Geschichte der Pelasger und Etrusker, so wie der altgriechischen und altitalischen Völkerstämme überhaupt: Graphische Construktionen nach Hirt, Mannert, Niebuhr u. Otfr. Müller. Berlin 1831.